# Schwüblingsen
Schwüblingsen è una frazione (Ortschaft) del comune di Uetze, nel land della Bassa Sassonia, in Germania.

## Storia
Già comune autonomo nel circondario di Burgdorf, fu soppresso e incorporato a Uetze il 1º marzo 1974.